# Absturz eines Learjet 35 im Sauerland
Der Absturz eines Learjet 35 im Sauerland ereignete sich am 23. Juni 2014 in der Nähe des Ortes Elpe im Hochsauerlandkreis in Nordrhein-Westfalen. Dabei kollidierte ein Learjet 35 der Gesellschaft für Flugzieldarstellung vom Fliegerhorst Hohn bei Rendsburg in Schleswig-Holstein mit einem Eurofighter Typhoon des Taktischen Luftwaffengeschwaders 31 aus Nörvenich. Die beiden Insassen des Learjets kamen beim Aufprall des Flugzeugs ums Leben.

## Ablauf

### Flugverlauf
Die Flüge der beiden Luftfahrzeuge fanden im Rahmen einer Abfangübung statt.
Um 13:04 Uhr startete der Learjet 35 A von der Piste 26 des Flugplatzes Hohn. Während einer Kurve in südlicher Richtung stieg das Flugzeug bis auf Flugfläche 350 (ca. 10700 m). Nach 15 Minuten ging der Learjet in den Sinkflug und gelangte um 13:56 Uhr auf eine Höhe von 1500 m. Um 14:19:45 Uhr bekam die Besatzung die Anweisung, auf 8000 ft (ca. 2450 m) zu steigen, woraufhin der Learjet in den Steigflug ging. Ungefähr eine Minute später wurde gemeldet, dass zwei Eurofighter in Nörvenich starteten. Um 14:22 Uhr erreichte der Learjet die Höhe von 8000 ft. Geleitet durch den Jägerleitoffizier flogen die beiden Eurofighter zuerst in östliche Richtung. Nach Anfrage des Offiziers wurde um 14:26:31 Uhr durch die Piloten der Eurofighter gemeldet, Sichtkontakt mit dem Learjet zu haben. Zu diesem Zeitpunkt flogen die Eurofighter auf 3300 ft (ca. 1000 m) und hatten einen Abstand von etwa 6 NM.
Daraufhin gab der Jägerleitoffizier den Eurofighterpiloten die Freigabe, auf die Höhe des Learjets zu steigen und wies eine Linkskurve an. Um 14:27:00 Uhr wurde die Besatzung des Learjets darüber informiert, dass die Piloten der Eurofighter Sichtkontakt gemeldet hatten. Um 14:28 Uhr gab der erste Eurofighter an, sich dem Learjet von hinten genähert zu haben, während der zweite im Abstand von 2 NM und 1000 ft (ca. 300 m) tiefer flog. Ab 14:29:14 begann der Pilot, die Merkmale des Learjets zu beschreiben. Um 14:29:21 Uhr sagte der navigierende Pilot zum lenkenden Copiloten, dass er einen Eurofighter von links ausgemacht habe und man die Geschwindigkeit auf 250 kt erhöhen sollte, was daraufhin auch geschah. Um 14:34:10 Uhr gab der Jägerleitoffizier der Besatzung des Learjets die Anweisung, dem Eurofighter zu folgen und dem Piloten des Eurofighters den Befehl, zu prüfen, ob der Learjet dem Eurofighter in südwestliche Richtung folgen würde (Obey Check). Daraufhin flog nach Aussage des Bundeswehrpiloten der Eurofighter leicht erhöht und von links vor den Learjet. Um 14:35:04 Uhr meldete der Eurofighterpilot, dass der Learjet nicht folgen würde, um 14:35:30 funkte die Besatzung des Learjets, dass sie noch drei Minuten fliegen würden und dann folgen würden. Ab 14:37:25 Uhr begann der Pilot des Eurofighter den Learjet über eine festgelegte Frequenz zu rufen, woraufhin der Pilot des Learjets zu seinem Copiloten sagte, dass man bei erneutem Winken (Rollen um die Längsachse) des Eurofighters diesem folgen würde. Um 14:38:00 Uhr wurde der Pilot des Eurofighters angewiesen, den Obey Check zu wiederholen, woraufhin der Pilot sein Flugzeug erneut leicht erhöht und von links vor den Learjet platzierte.
Kurz darauf gab der Jägerleitoffizier den Piloten die Anweisung, dem Eurofighter nun zu folgen. Um 14:38:16 Uhr begann der Eurofighter eine Linkskurve zu fliegen, bei welcher er nach zwei Sekunden eine Querneigung von 20° und nach weiteren zwei Sekunden eine Querneigung von 27° erreichte. Um 14:38:13 Uhr schaltete die Besatzung des Learjets den Autopiloten aus und flog ebenfalls eine Linkskurve, wobei die Querneigung zwischen 3° und 5° variierte. Um 14:38:18 Uhr gab der Copilot die Steuerung an den Piloten ab und die Leistung des Flugzeuges wurde von 73 % auf 88 % erhöht, während die Querneigung auf 13° zunahm. Um 14:38:22 Uhr meldete der Pilot des Eurofighter, dass der Learjet ihm nun folgen würde. Zwischen 14:38:23 Uhr und 14:38:26 Uhr wurde die Triebwerksleistung auf 80 % gesenkt und der Copilot bat den Piloten darum, den Computer zu übernehmen. Zu diesem Zeitpunkt hatte der Learjet bereits eine Querneigung von 52° erreicht.

### Kollision

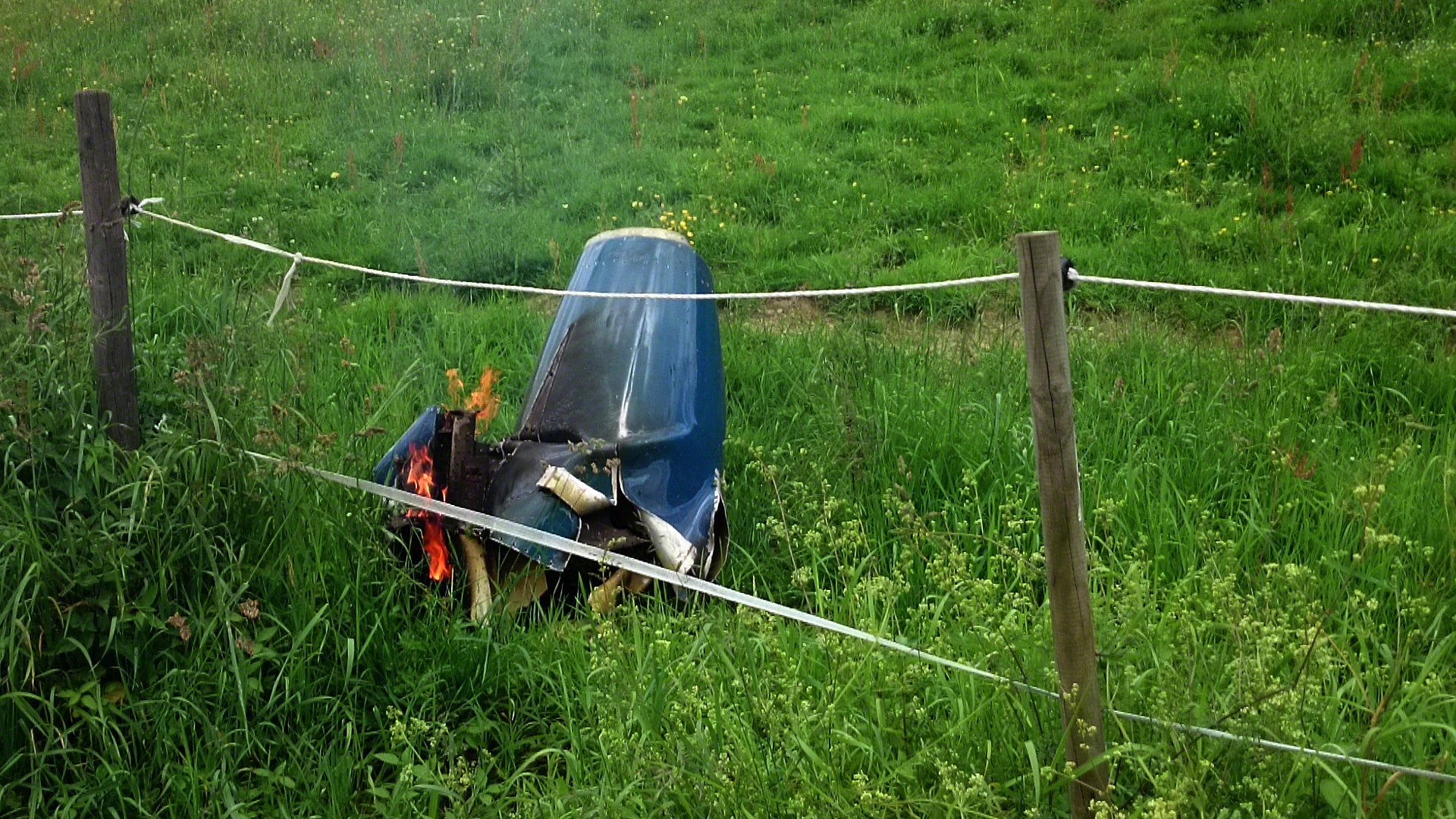
Teile einer noch brennenden Turbine wenige Minuten nach Aufprall

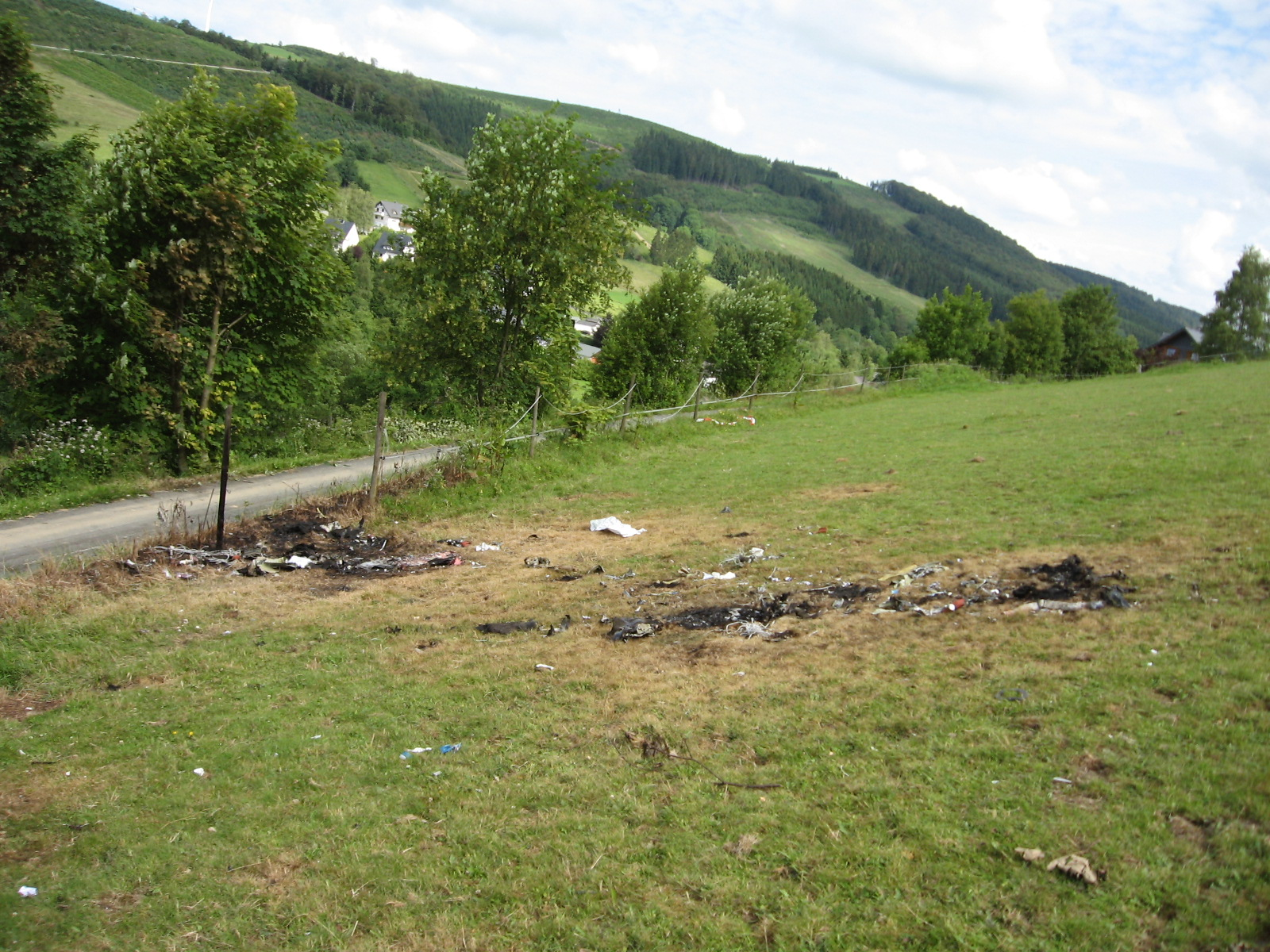
Trümmerkleinteile etwa 110 m östlich der Bebauung von Elpe

Um 14:38:28 Uhr kollidierte der Learjet 35 A mit dem Eurofighter. Zu diesem Zeitpunkt zeichneten die Flugdatenschreiber für den Learjet einen Steuerkurs von 358° und eine Querneigung von 46° und für den Eurofighter einen Steuerkurs von 001° und eine Querneigung von 26° auf.
Der vordere obere Rumpf des Learjets rammte die Startschiene der Outboard Wing Station unter der rechten Tragfläche des Eurofighters, dann dessen rechten Außentank (der dadurch abgetrennt wurde), sein rechtes Triebwerk drückte den Rumpf des Eurofighters hinten rechts ein und beschädigte das rechte Triebwerk des Eurofighters, das dieser zur Notlandung in Nörvenich abschalten musste.
Um 14:38:48 Uhr funkte der Pilot des Eurofighter mehrere Maydays.
Der Learjet wurde zerstört und geriet in Brand. Das Hauptwrack schlug in Rückenlage in der Nähe des Ortes Elpe auf, 100 m entfernt befanden sich Gebäude. Beide Piloten starben bei dem Aufprall. Einzelne andere Teile wie solche der Verkleidung des rechten Triebwerks, die Notausstiegstür, ein längeres Stück der Innenverkleidung der Kabine und die Rucksäcke der Piloten trafen auf einer Linie von drei Kilometern Länge vor dem Hauptwrack auf den Boden.
Der an der Kollision beteiligte Eurofighter landete gegen 14:58 Uhr in Nörvenich auf der Piste 07. 
Der zweite Eurofighter, der während der Abfangübung zur Sicherung hinter den beiden kollidierten Luftfahrzeugen flog, führte eine Ausweichlandung auf dem Flughafen Köln-Bonn durch.

### DNA-Untersuchung, Opfer
Die am Absturzort gefundenen Leichenteile wurden in der Rechtsmedizin in Münster untersucht. Die Untersuchung der DNA ergab, dass sich die Leichen beider Piloten des Learjets am Absturzort befanden. Bei den beiden Todesopfern handelte es sich um ehemalige Piloten der deutschen Luftwaffe. Der Untersuchungsbericht weist darauf hin, dass Piloten eines Zivilflugzeugs, wie es dargestellt werden sollte, nicht in eine derart steile Querneigung geflogen wären. Andererseits hätten die Piloten bei der Luftwaffe im Formationsflug verwendete Verfahren beachten und bei Verlust des Sichtkontakts den Kurvenflug abbrechen müssen.

### Ermittlungsverfahren
Die Staatsanwaltschaft leitete wegen des Todes der beiden Learjet-Insassen gegen beide Eurofighter-Piloten routinemäßig ein Verfahren wegen fahrlässiger Tötung (§ 222 StGB) ein. Das Verfahren wurde im Oktober 2015 eingestellt.

### Luftfahrzeuge
Am Unfall beteiligt war neben dem Eurofighter ein Learjet 35, Seriennummer 35A-612, Baujahr 1985.
Im Mai 2015 wurde der beschädigte Eurofighter als Großraumtransport über die Autobahnen A 2 und A 9 zur Instandsetzung zum Airbus-Standort bei Manching transportiert.

## Ursachen
Die genauen Unfallursachen wurden von der Bundesstelle für Flugunfalluntersuchung (BFU) unter Amtshilfe des General Flugsicherheit in der Bundeswehr untersucht. Am 18. August 2015 veröffentlichten sie den endgültigen Unfalluntersuchungsbericht. Sie kamen zum Schluss, dass der Unfall durch Unachtsamkeiten durch die Piloten des Learjets und durch Versäumnisse bei der Planung verursacht wurde. Als beitragende Faktoren wurden die ungenaue Aufgabenverteilung der Learjetbesatzung und die mangelhafte Besprechung und Risikoanalyse der Renegade-Übung genannt.

## Gedenkstätte

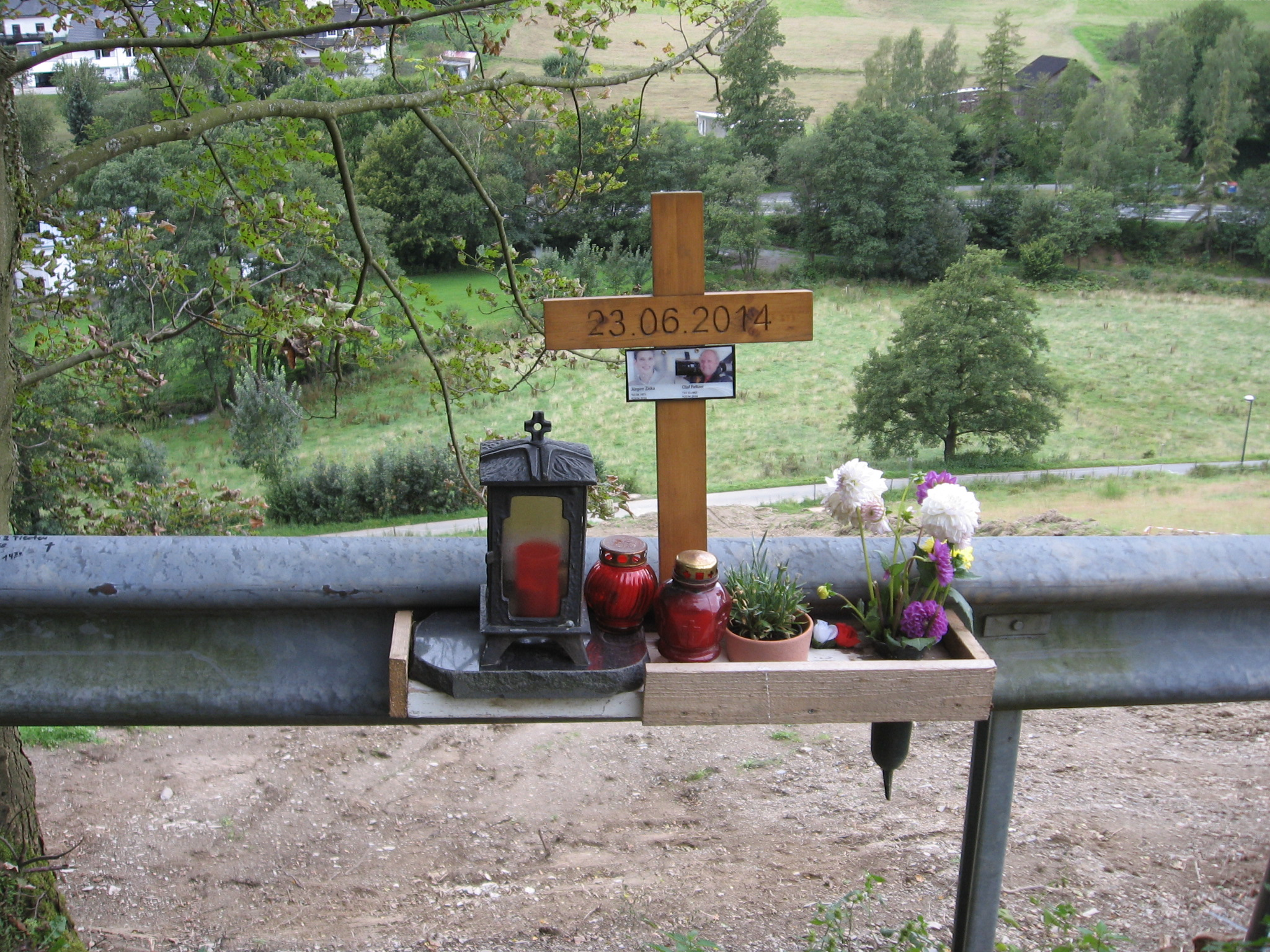
Erste provisorische Gedenkstätte für die Opfer

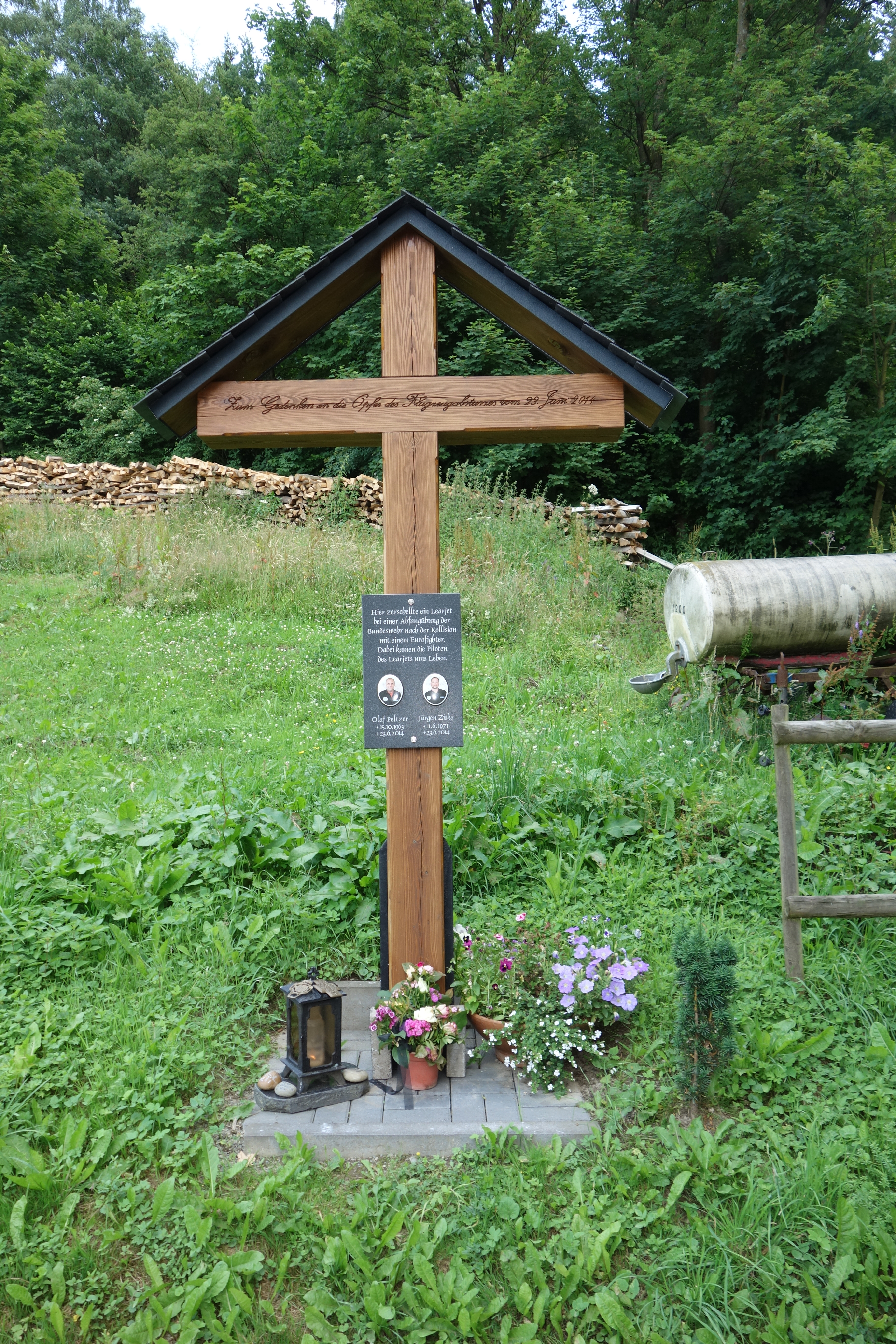
Gedenkkreuz für die Opfer

Oberhalb der Aufschlagstelle des Hauptteils des Learjets wurde kurz nach dem Absturz eine provisorische Gedenkstätte von Angehörigen der Piloten eingerichtet. An die dortige Leitplanke wurde ein Kreuz geschraubt. Am Kreuz sind die Bilder der getöteten Flugzeuginsassen angebracht. Mehrere private Texte befinden sich am Kreuz. Zum Jahrestag des Absturzes wurde 2015 ein Gedenkkreuz der Dorfgemeinschaft Elpe vom örtlichen Pfarrer eingesegnet. Das Gedenkkreuz trägt die Aufschrift „Zum Gedenken an die Opfer des Flugzeugabsturzes am 23. Juni 2014“. Am Gedenkkreuz wurde noch ein Emaille-Schild mit Gedenktafel und Fotos der beiden verunglückten Piloten angebracht.
Am 23. Juni 2024 um 17 Uhr fand an der Absturzstelle eine Gedenkandacht zum zehnten Jahrestag statt.